# DnaC
DnaC је фактор постављања  хеликазе DnaB. DnaB и DnaC се асоцирају са DnaA везаним за место почетка. Након постављања DnaB на место почетка, DnaC се ослобађа.
За интеракцију днаЦ са днаБ неопходна је хидролиза  АТП.